# 巴爾 (加利福尼亞州)
巴爾（英語：Bale）是位於美國加利福尼亞州納帕縣的一個非建制地區。該地的面積和人口皆未知。

## 地理
巴爾的座標為38°33′15″N 122°30′38″W / 38.55417°N 122.51056°W，而該地的平均海拔高度為86米（即282英尺）。